# توميسلاف إيفيتش
توميسلاف إيفيتش (بالكرواتية: Tomislav Ivić) (من مواليد في 30 يونيو 1933 بمدينة سبليت الكرواتية - توفي في 24 يونيو 2011) هو لاعب ومدرب كرة قدم كرواتي سابق، عرف بلقب المدرب الرحّالة حيث أشرف على تدريب أكثر من 20 فريقا في مختلف أرجاء المعمورة بالإضافة إلى 3 منتخبات خلال مسيرة فنيّة استمرت 36 عاماً. وقد حظي إيفيتش بمسيرة تدريبية رائعة، حيث تولى تدريب العديد من الأندية مثل أياكس أمستردام الهولندي وأولمبيك مارسيليا الفرنسي ونادي أتلتيكو مدريد الأسباني ونادي بورتو البرتغالي وغيرهم، بالإضافة إلى عدة منتخبات أخرى. حقق توميسلاف خلال تلك لقب الدوري 8 مرات في 6 بلدان مختلفة، بسببها اختارته صحيفة لاغازيتا ديلو سبورت الإيطالية في عام 2007 على رأس قائمة أكثر المدربين نجاحا عبر التاريخ.
توفي بمدينة سبليت في 24 يونيو 2011.

## روابط خارجية
- توميسلاف إيفيتش على موقع اتحاد تركيا (مدرب) (الإنجليزية)
- توميسلاف إيفيتش على موقع قاعدة بيانات كرة القدم.إي يو (الإنجليزية)
- توميسلاف إيفيتش على موقع Soccerway.com (الإنجليزية)
- توميسلاف إيفيتش على موقع عالم كرة القدم.نت (الإنجليزية)